# Andrée Cadeau
Pour les articles homonymes, voir Cadeau (homonymie).
Andrée Cadeau, née le 25 avril 1912 à Lille et morte le 22 avril 2003 à Croix, est une femme peintre française du XXe siècle.

## Biographie

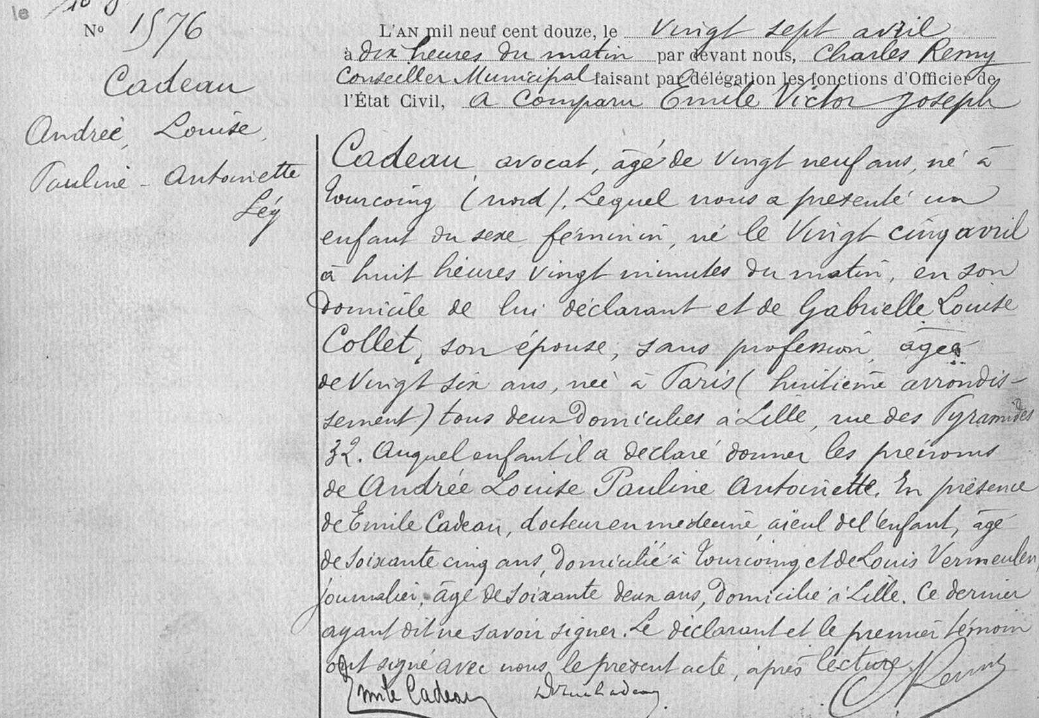
Son acte de naissance.

Née à Lille, elle a exposé au Salon des Artistes Français à Paris. Elle a pour sujet les fleurs.